# یوشیه هایاساکا
یوشیه هایاساکا (انگلیسی: Yoshie Hayasaka؛ زادهٔ ۲۵ سپتامبر ۱۹۷۵) یک موسیقی‌دان اهل ژاپن است.